# Erdősor
Erdősor (szlovákul Poriadie) község Szlovákiában, a Trencséni kerületben, a Miavai járásban.

## Fekvése
Miavától 4 km-re északkeletre fekszik.

## Története
A trianoni békeszerződésig területe Nyitra vármegye Miavai járásához tartozott.
1944-1945-ben területén élénk partizántevékenység folyt. Lakói egykor híres faárukészítők voltak.
A falu csak 1955-ben lett önálló község, ekkor alakították ki Miava külterületéből.

## Népessége
| Év:            | 1994. | 2004.   | 2014.   | 2024.   |
| -------------- | ----- | ------- | ------- | ------- |
| Emberek száma: | 718   | 695     | 705     | 703     |
| Eltérés:       |       | -3,20 % | +1,43 % | -0,28 % |

| Év:            | 2023. | 2024.   |
| -------------- | ----- | ------- |
| Emberek száma: | 713   | 703     |
| Eltérés:       |       | -1,40 % |

2001-ben 711 lakosából 706 szlovák volt.
2011-ben 705 lakosából 671 szlovák.

## Nevezetességei
- A falu határában áll az 1848-as szlovák felkelés domborművel ellátott emlékműve, melyet feltehetően 1928-ban állítottak. A falu mellett 1848. szeptember 28-án csaptak össze a magyar csapatokkal a szlovák felkelők, akik közül 12 életét vesztette, 18 pedig fogságba került. Az emlékmű eredeti emléktábláját 2005-ben ellopták, az emlékművet végül 2014-ben újították fel.[3]
- Ugyancsak az 1848-as összecsapás emlékét őrzi Štefan Belohradský szobrász 1968-as vasbeton alkotása, az első emlékműtől mindössze kétszáz méterre.[4]